# Sambareggae
Sambareggae, auch Samba-Reggae, ist ein populäres Konglomerat des brasilianischen Samba mit dem jamaikanischen Reggae und ist ursprünglich und vornehmlich im Bundesstaat Bahia beheimatet.

## Musik

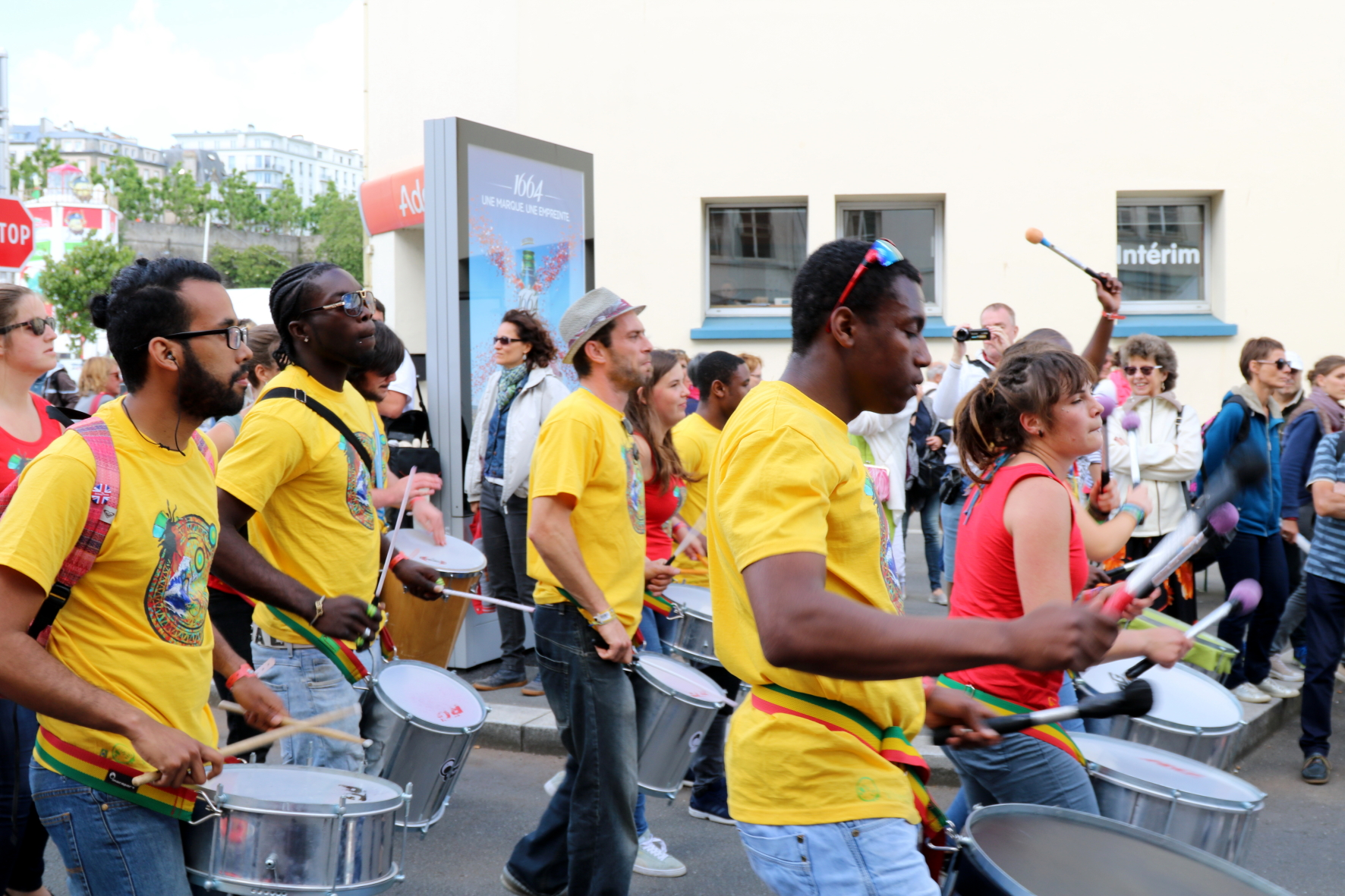
Typische Sambareggaebesetzung mit Caixa, Repinique, Timba, Surdo

Typisch für den Sambareggae ist das Rhythmuspattern, das sich von dem jamaikanischen Rootsreggae unterscheidet. So ist hier nicht nur der einfache Offbeat gefragt, sondern eine Mischung aus Offbeat und Doubleoffbeat. Erste Versionen basierten auf dem „umgedrehten“ Rhythmus des Bossa-Nova-Schlags (Clave) des Schlagzeugers auf der Snaredrum. Wie bei den Sambagruppen gibt es einen dirigierenden „Pfeifer“, der die „Bateria“ genannte Rhythmusgruppe leitet und mittels einer Trillerpfeife (Apito) z. B. Rhythmuswechsel, Variationen, Fills oder Breaks anzeigt.

## Instrumente
Der Schwerpunkt des Sambareggae liegt auf der Rhythmusgruppe, die typischerweise aus folgenden Instrumenten besteht:  
- den verschiedenen Basstrommeln Surdos,
- dem brasilianischen Äquivalent zur Snaredrum Caixa,
- den Tenortrommeln Repinique
- und gelegentlich auch den konischen Timbas.

## Interpreten
Gruppen wie etwa Olodum oder deren Vorgänger Ilê Aiyê praktizieren Sambareggae seit 20 bis 25 Jahren und erreichen damit ein Millionenpublikum in Brasilien und der Welt. Internationale Aufmerksamkeit fand der Sambareggae spätestens mit Paul Simons Welterfolg „The Obvious Child“ von der CD The Rhythm of the Saints von 1990. Der Rhythmus des Sambareggae hat sich als Stilelement der modernen brasilianischen Musik etabliert und ist in vielen Aufnahmen zu hören, längst nicht mehr nur aus Brasilien. So basiert etwa der Gitarrenrhythmus des Stücks „Macarena“ der spanischen Gruppe Los del Río auf einem Sambareggae.